# Гражданская война в Великом княжестве Литовском (1432—1438)

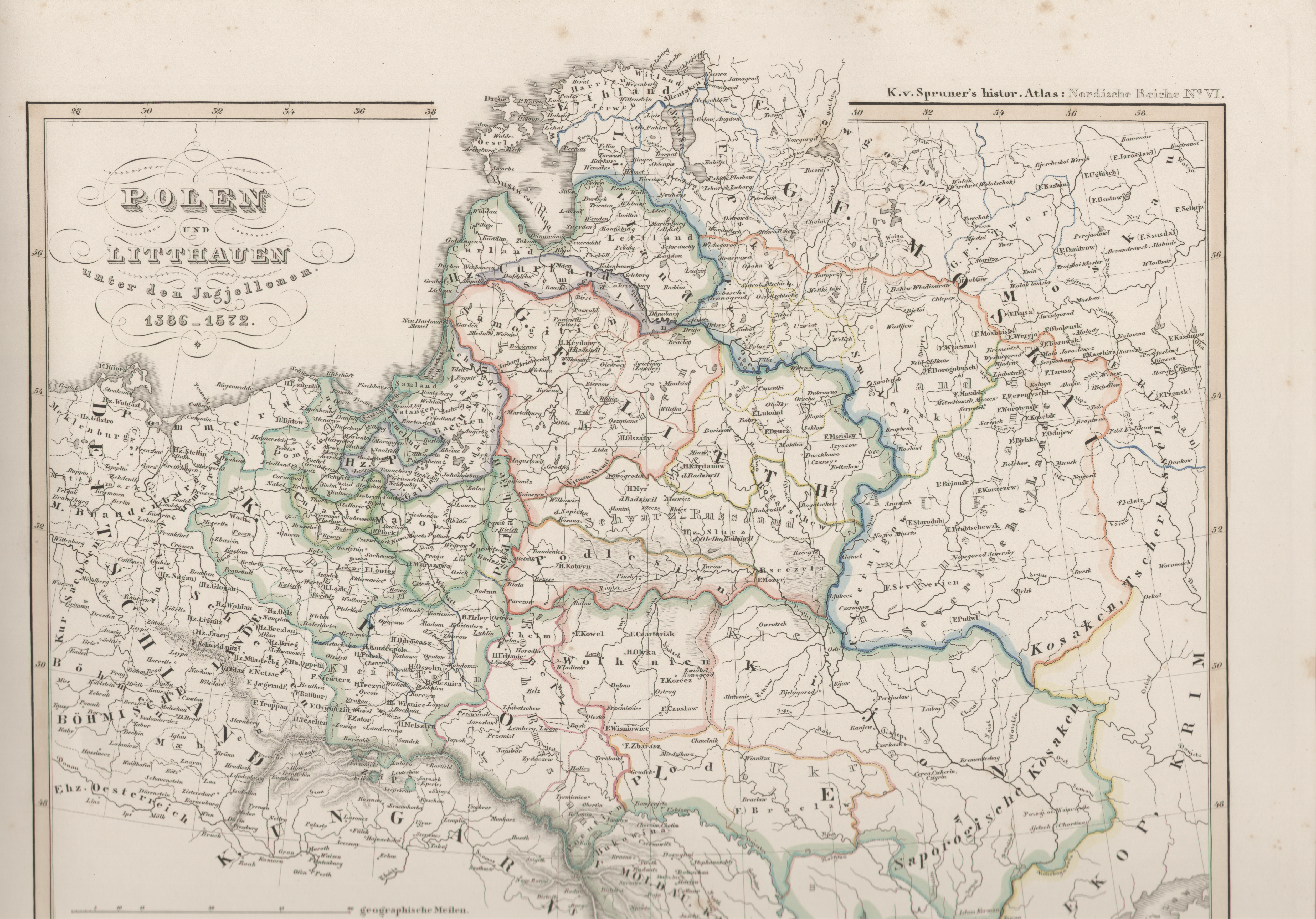
Польша и Литва с 1386 по 1572 год

Гражданская война в Великом княжестве Литовском 1432—1439 годов развилась на фоне противоречий между элитами Королевства Польского и Великого княжества Литовского после избрания великим князем литовским Свидригайло Ольгердовича. Направленная на восстановление независимости Великого княжества Литовского политика Свидригайло привела к охлаждению отношений с Королевством Польским. Ситуация ещё более усложнилась после занятия поляками Подолья, в правление Витовта принадлежавшего Великому княжеству Литовскому, а также насильного удержания короля польского Ягайло в столице Великого княжества — Вильне. В начавшийся вскоре вооружённый конфликт были втянуты тевтонские рыцари, выступившие на стороне Свидригайло и объявившие полякам войну.
Конфликт приобрёл характер гражданской войны в 1432 году, когда при помощи поляков другой кандидат на литовский престол — Сигизмунд Кейстутович — совершил покушение на Свидригайло, объявил его мёртвым и был избран великим князем литовским. В качестве великого князя литовского Сигизмунд был признан преимущественно на западных землях государства, некогда принадлежавших его отцу, в то время как Свидригайло, которому удалось избежать смерти, обосновался в восточных землях Великого княжества Литовского, где местная знать продолжала признавать великим князем именно его. Активная фаза гражданской войны проходила до 1435 года, когда в решающей битве под Вилькомиром армия Свидригайло и его союзников была разбита сторонниками Сигизмунда Кейстутовича. Последние отряды Свидригайло были разбиты к 1437 году. Пришедший к власти Сигизмунд правил всего 8 лет — в 1440 году он был убит в результате заговора.

## Предыстория

### Положение Великого княжества Литовского накануне событий
С 1385 года Великое княжество Литовское и Королевство Польское были связаны несколькими договорами и союзами: Кревской унией (1385), Островским соглашением (1392), Городельской унией (1413). Два государства успешно объединили усилия в борьбе с общим врагом — Тевтонским орденом, что привело к разгрому последнего в Грюнвальдской битве в 1410 году. Однако на этом противостояние с крестоносцами не закончилось, так как Орден не был уничтожен, а лишь сильно ослаблен. Между тем, в рамках унии нарастала напряжённость. Из-за перехода Ягайло и Витовта в католицизм православная литовская знать, а также русское население Великого княжества выступали против сближения с Польшей.
27 октября 1430 года, не оставив наследника, скончался великий князь литовский Витовт, правивший страной 38 лет. Запланированная на сентябрь того же года коронация его как короля Литвы была сорвана из-за того, что польские шляхтичи перехватили королевскую корону. Единственная дочь Витовта Софья была замужем за великим князем московским Василием I, следовательно литовским наследником мог быть сын Софьи князь Василий II Васильевич. Однако он был православным и не мог перейти в католичество, что было обязательным требованием для великого князя литовского. Поскольку многие Гедиминовичи были православными, круг претендентов на престол резко сузился. Главными из них были братья Витовта: Сигизмунд Кейстутович — родной, и Свидригайло Ольгердович — двоюродный.
Знать Великого княжества Литовского в одностороннем порядке провозгласила великим князем Свидригайло, что было нарушением условий Городельской унии, по которой великого князя должен был утвердить король польский. Чтобы увеличить свою популярность среди русского населения и знати, Свидригайло предоставил равные права католикам и православным. Затем великий князь попросил у императора Сигизмунда королевскую корону, предназначенную Витовту. Польская шляхта во главе со Збигневым Олесницким была возмущена поступком Свидригайло и потребовала от него присягнуть на верность Ягайло. Свидригайло ответил отказом, разорвав тем самым унию с Польшей и начав реализовывать программу, направленную на восстановление политической независимости Великого княжества Литовского.
Назревающий конфликт между некогда союзными государствами осложнялся польскими претензиями на Подолье и Волынь, которые по соглашению 1411 года признавались литовскими только до смерти Витовта.

### Вторжение в Польшу
В соответствии с Городельской унией, Великое княжество Литовское являлось вассальным по отношению к Королевству Польскому. Такое положение дел устраивало польскую знать, но не пользовалось особой популярностью в Литве. Поляки всячески поддерживали литовских католиков, что не устраивало Свидригайло. В ответ на внезапное занятие Польшей Подолья, вскоре в Вильне сторонники Свидригайло задержали короля польского Ягайло, насильно удерживая его до февраля 1432 года.
Великий князь начал военные действия в районе Луцка на Волыни, а также приступил к созданию масштабной антипольской коалиции, развернув активную дипломатическую деятельность. Он начал переговоры с Тевтонским орденом, Священной Римской империей, Молдавским княжеством, Золотой Ордой и православной западнорусской знатью, в результате чего заключил в июне 1431 года в Кристмемеле направленный против Польши союз с Тевтонским орденом, заручился поддержкой молдавского господаря, новгородцев и таборитов. Разногласия между Литвой и Польшей были особенно выгодны крестоносцам, стремившимся к разрыву крайне опасного для них союза.
Польская сторона ответила на это созданием собственной партии в Великом княжестве Литовском, главой которой в качестве претендента на великокняжеский стол должен был стать Сигизмунд Кейстутович. Первоначально он поддержал нового правителя и не мыслил о занятии трона, но когда Свидригайло открыто проявил стремление порвать с Польшей и вступил с ней в конфликт из-за Подолья, для Сигизмунда и его сына представился шанс. Подробности переговоров Сигизмунда с поляками неизвестны. Известно лишь, что в формировании заговора основную роль играли два польских посольства, отправленных в Литву 20 мая и 30 июля 1432 года соответственно. В состав посольств входили епископ куявский Ян и Вавржинец Заремба. Согласно Длугошу, Вавржинец получил секретный приказ настроить против Свидригайло литовских князей, а особенно Сигизмунда, которые должны были скинуть Свидригайло и поставить на его место Сигизмунда.
Примерно в это же время с юго-востока в польские земли вторглось войско господаря Молдавии Александра I. В соответствии с Кристмемельским договором, войну Польше объявил и Тевтонский орден, также вскоре вторгшийся в её пределы. Крестоносцы поспешили на помощь воюющему на Волыни Свидригайло. Не встретив особого сопротивления, тевтонцы быстро прошли Добринскую землю, взяли Нешаву и двинулись на Куявию и Краину. Но 13 сентября 1431 года тевтонское войско было разбито близ города Накло.
Вскоре Великое княжество Литовское, Тевтонский орден и Королевство Польское заключили в Старом Чарторийске перемирие. Лишившись основного союзника, Свидригайло был вынужден согласиться на условия, более выгодные полякам, чем ему самому. После заключения перемирия военные столкновения сменились дипломатическим противостоянием. Поляки попытались восстановить литовскую и русскую знать против великого князя.

## Начало

### Переворот в Литве

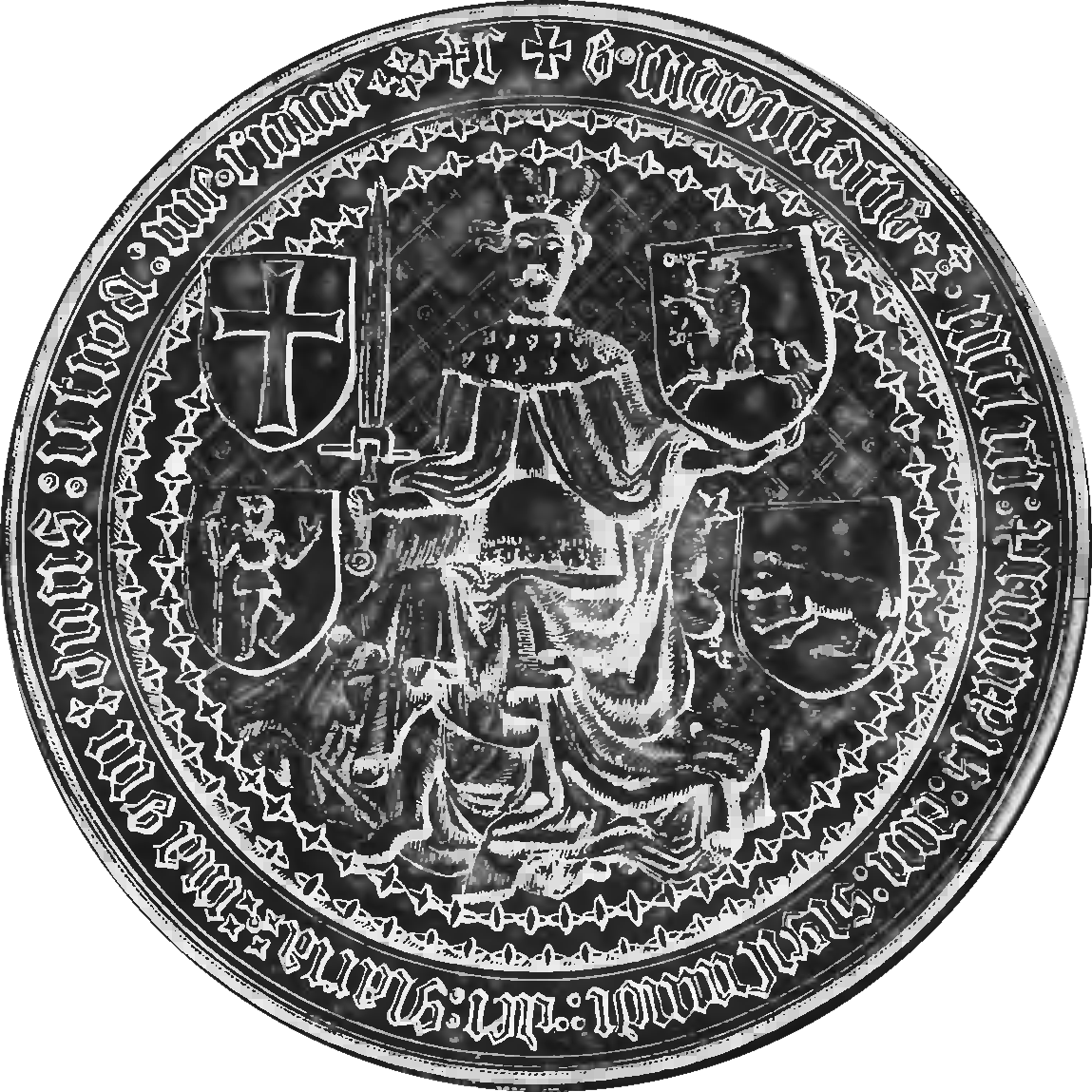
Сигизмунд Кейстутович
на большой печати

Противники Свидригайло действовали решительно. В ночь на 1 сентября 1432 года был совершён государственный переворот: на Свидригайло, на ночь остановившегося в Ошмянах, было совершено покушение — отряд заговорщиков под руководством сына Сигизмунда Кейстутовича Михаила Сигизмундовича напал на Свидригайло и его свиту. Нападение было совершено при поддержке литовских шляхтичей, недовольных предоставлением православным равных прав с католиками; ранее они позиционировали себя как противники польского влияния, однако приняли непосредственное участие в организованном поляками перевороте
Неизвестно кем предупреждённый Свидригайло смог бежать в Полоцк, где у него было много сторонников из числа русской православной знати. До конца не ясно, кто и почему из окружения Сигизмунда помог ему бежать, но инициатива перешла в руки его противников.
После смещения Свидригайлы Сигизмунд принял титул великого князя литовского и возобновил курс на союз с Польшей, хотя до переворота он не имел никакого политического влияния в государстве. Обязавшись восстановить унию, Сигизмунд при поддержке поляков был избран великим князем литовским. В короткий срок он смог привести к присяге знать Жемайтии, Литвы, а также Минска и Берестья.
Несмотря на общий первый успех, Сигизмунду ещё предстояло расправиться со своим политическим противником Свидригайло — который не только не отказался от борьбы, но напротив, активизировал действия по созданию коалиции. Власть Сигизмунда не признали в восточной и южной частях Великого княжества Литовского, где великим князем по-прежнему считали Свидригайло. Помимо этого, Свидригайло поддерживали крестоносцы, император Сигизмунд I Люксембург, некоторые мазовецкие князья и ордынцы. На протяжении трёх лет стороны активно действовали на дипломатическом фронте.
Сигизмунд сразу предпринял ряд важных шагов для укрепления своего влияния и расширения числа сторонников: 27 сентября 1432 года был дан важный привилей Вильне о росте населения, а 15 октября того же года Ягайло с согласия Сигизмунда издал привилей, уравнивавший в правах православную знать с католической — православные князья и бояре получали гербы от католиков Великого княжества, которые, в свою очередь, получили их по Городельской унии 1413 года от поляков (этот привилей, однако, так и не был подтверждён королём и остался лишь проектом, пока 6 мая 1434 года Сигизмунд не издал привилей с аналогичным содержанием от своего имени).
В тот же день (15 октября 1432 года), в Гродно, Сигизмунд пошёл на заключение новой унии с Польшей, фактически подтвердившей расторгнутую Свидригайло Виленско-Радомскую унию 1401 года. По условиям нового договора Волынь и Подляшье передавались Польше, взамен польская сторона признавала великим князем литовским Сигизмунда — тот получал такие же права, какие были в своё время у Витовта. Отмечается противоречивый характер гродненской унии: после смерти Сигизмунда Великое княжество Литовское должно было полностью перейти под власть Польши и быть инкорпорировано в состав Королевства Польского — хотя при этом в документе несколько раз упоминаются будущие великие князья литовские, которые должны будут выбираться по обоюдному согласию сторон.
Предпринятые шаги оказались недостаточными — приход к власти Сигизмунда не стал концом гражданской войны. Православная знать требовала отмены привилегий для католиков, однако пока эти существенные преобразования не были приняты. Лишь немногие православные аристократы стали солидарными с новым политическим строем. Не уменьшилось и количество симпатизирующих Свидригайло. К 1432 году Великое княжество разделилось на два лагеря: сторонников Сигизмунда (собственно Литва, Жемайтия, Подляшье, Гродно, Минск) и союзников Свидригайло (Полоцк, Витебск, Смоленск, Поднепровье, Волынь). Конфликт между востоком и западом затянулся на несколько лет.

### Ход войны
Уже 8 декабря 1432 года силы противников вновь встретились у Ошмян. Если Сигизмунду помогала Польша, то Свидригайло в свою очередь обратился к ордынскому хану Саиду Ахмаду. В планах свергнутого правителя было быстро захватить Вильну и вернуть себе власть. Обе стороны понесли большие потери, но победа осталась за Сигизмундом. Тевтонский орден был лишён возможности помогать Свидригайло, в связи с чем вся поддержка со стороны крестоносцев исходила от Ливонского ордена, не связанного обязательствами мирного договора с Королевством Польским.
Поражение под Ошмянами не подорвало военный пыл Свидригайла. Зимой 1432 года Свидригайло вновь посылал свои войска в литовские земли, признававшие верховную власть Сигизмунда Кейстутовича — дружины Свидригайло сильно опустошили, разорили и выжгли литовские владения. В письме к польскому королю Владиславу Ягелло Сигизмунд жаловался: «Земля наша опустошена с их причины, все города подданные у нас отобрал, а также мёд, серебро, куницу и всякую дань. Не знаю, с чем придётся до зимы жить».
Во время ожесточённой феодальной войны в Великом княжестве Литовском между Сигизмундом Кейстутовичем и Свидригайлом Ольгердовичем ханы Золотой Орды оказывали активную военно-политическую поддержку двум претендентам. Законный хан Золотой Орды Улу-Мухаммед поддерживал великого князя литовского Сигизмунда, а его противник Сеид-Ахмат заключил союзное соглашение с великим князем русским Свидригайлом. Ливонские рыцари, татары и молдаване, союзники Свидригайла, готовились напасть на польско-литовские владения с разных сторон. Магистр Ливонского ордена обещал Свидригайлу лично возглавить поход на пограничные литовские земли. Молдавский господарь Стефан запланировал нападение на южные польские владения. Свидригайло рассчитывал также на поддержку великого магистра Тевтонского ордена.
Зимой 1433 году Свидригайло, собрав большое русское войско, отправился в поход на коренные литовские города и замки, которые признали верховную власть великого князя литовского Сигизмунда Кейстутовича. Ливонские рыцари, не дожидаясь Свидригайло, самостоятельно опустошили пограничные литовские волости. Хан Золотой Орды[кто?] пообещал прислать на помощь своему союзнику Свидригайлу отборное конное войско. Однако главных ордынских сил Свидригайло так и не дождался .
В январе-феврале 1433 году войска Свидригайло опустошили, разорили и сожгли литовские волости, захватив в плен множество жителей. Вернувшись из Литвы в белорусские земли, Свидригайло намеревался осуществить новый поход на литовские земли, но должен был отказаться из-за того, что татарское войско, обещанное ему ханом, не появилось. Только ливонские рыцари-крестоносцы повторили грабительский поход на Литву.
Борьба между сторонниками Свидригайла и Сигизмунда Кейстутовича продолжалась на Волыни и в Подолии. Весной 1433 года луцкая шляхта, ранее присягнувшая на верность польской короне и великому князю литовскому Сигизмунду, вторично перешла на сторону Свидригайла. В апреле 1433 года луцкий наместник, князь Александр Иванович Нос, возглавил новый поход русско-литовских войск на близлежащие польские земли. Александр Нос с отрядами опустошил Холмскую землю до Самбора и вторгся в Брестскую землю, признававшую власть Сигизмунда. Брест был осаждён, взят штурмом и сожжён. Русско-литовские отряды захватили брестские и чернорусские волости, вторглись в Полесье и заняли предместье Слуцка и Клецка. Холмский вельможа Григорий Кердеевич собрал шляхетское ополчение и разгромил отряды князя Александра Носа, захватив его самого в плен. По приказу Ягайла польское войско осадило и заняло Брест, передав его под контроль великого князя литовского. В Подолии литовский воевода, князь Федор Несвицкий, в союзе с татарами вёл партизанскую войну против Польши. Федор Несвицкий смог внезапным нападением захватить в плен самого каменецкого наместника Теодора Бучацкого. Но военные силы князя Федора Несвицкого были очень малы для открытого сражения с польской армией. Перестала поступать помощь из Молдавии.
Весной 1433 году великий князь русский Свидригайло со своими союзниками запланировал большой военный поход на Польшу и Литву. Сам великий магистр Тевтонского ордена Пауль фон Русдорф, который безуспешно пытался через великого князя литовского Сигизмунда примириться с польским королём Ягайлом, пригласил Свидригайла напасть на Литву. Перед этим Свидригайло приказал своим воеводам, князьям Федору Несвицкому и Александру «Носу» Пинскому, в Подолии и на Волыни нанести удар по пограничным польским землям. Ягайло в союзе с чешскими гуситами начал военные действия против Тевтонского ордена. Объединённое польско-чешское войско вторглось в орденские владения, вынудив великого магистра отложить нападение на Польшу и заняться обороной собственных владений.
Летом 1433 года от союза с Свидригайлом отказался молдавский господарь Илья I (1432—1433, 1435—1443), который свергнул своего брата-соправителя Стефана II и принёс вассальную присягу на верность польской короне. Союзные татары, шедшие на помощь Свидригайлу, опустошали киевские и черниговские земли.
В это время великий князь русский Свидригайла Ольгердович попытался заключить перемирие со своим старшим братом, польским королём Ягайлом, и великим князем литовским Сигизмундом. Но Сигизмунд приказал утопить в реке послов Свидригайло. В ответ Свидригайло также утопил послов Сигизмунда. Владислав Ягелло выдал послов Свидригайла Жигимонту, который приказал их утопить. Польский король Ягелло и великий князь литовский Сигизмунд решительно отказывались признавать Свидригайла.
Между тем положение нового великого князя литовского Жигимонта было непрочным. Народ толпами переходил на сторону Свидригайло Ольгердовича. По сообщению крестоносцев, польский гарнизон в Вильно находился в страхе, а сам Сигизмунд обезумел, боясь, что поляки оставят его. Великий князь литовский Сигизмунд не обезумел, но утратил всякий покой, постоянно опасаясь измены. Сигизмунд беспощадно расправлялся с подозрительными ему людьми. Даже самые верные сподвижники и соратники боялись Жигимонта.
Свидригайло, собрав многочисленное русское войско, в последних числах августа того же 1433 года предпринял опустошительный поход на литовские земли, признававшие власть Сигизмунда Кейстутовича. Великий князь Борис Александрович тверской (1426—1461) вторично прислал на помощь Свидригайлу Ольгердовичу большое тверское войско под предводительством своего младшего брата, князя Ярослава городенского. Магистр Ливонского ордена Франк фон Кирскорф (1433—1435) со своим войском пообещал соединиться с ратью Свидригайла для совместного похода в литовские земли. Русские полки Свидригайла, опустошая и разоряя окрестные литовские волости и села, в августе подступили под Вильно и расположились лагерем в селе Рудомино. От Вильно Свидригайло с войсками двинулся на Старые Троки и осадил крепость. После четырёхдневной осады Старые Троки были взяты приступом и сожжены. Затем Свидригайло осадил и захватил штурмом Ковно, перебив литовско-польский гарнизон. Население Жемайтии не желало поддерживать Свидригайла. Поэтому Свидригайло с ратью и огромным полоном повернул назад. Взятый замок Кранве Свидригайло Ольгердович уступил своим союзникам, ливонским рыцарям. В селе Ойшишки, под Троками, Свидригайло находился четыре дня, а потом отправился на Молодечно.
Великий князь литовский Сигизмунд Кейстутович, узнав об отступлении Свидригайла, выслал за ним в погоню ополчение из Вильно под командованием литовского воеводы Петра Монгирдовича. Свидригайло, получив сообщение о приближении литовцев, немедленно отправил против них большое войско под начальством киевского воеводы, князя Михаила Семеновича Гольшанского. В битве при селе Копачи, под Молодечно, рать Свидригайло нанесла поражение литовскому войску Сигизмунда. В сражении погибли и были взяты в плен многие литовские вельможи и паны. Сам же напуганный великий князь литовский Сигизмунд Кейстутович бежал из своей столицы и укрылся в лесах.
Из Молодечно Свидригайло вместе с русскими войсками двинулся в Минскую землю, признававшую власть великого князя литовского Сигизмунда. Вначале Свидригайло окружил и осадил Заславль, принадлежавший знатному русско-литовскому князю Андрею Заславскому. В начале войны Андрей Михайлович Заславский поддерживал Свидригайла, но позднее перешёл на сторону Жигимонта. Узнав о предательстве заславского князя, Свидригайло принял решение наказать его и сжечь Заславль. Город был взят штурмом, разорён и сожжён, а жители захвачены в плен. Оттуда Свидригайло двинулся на Минск и осадил этот город. Минск был взят приступом и сожжён ратью Свидригайла. Из Минска Свидригайло выступил к Борисову, который также был захвачен и разорён.
Наместником в Борисове был знатный литовский князь Михаил Иванович Гольшанский, родной брат Семёна Лютого. Ранее князья Семен и Михаил Гольшанские всегда поддерживали Свидригайла, но в 1432 году приняли участие в перевороте и возведении на великокняжеский престол Сигизмунда. От великого князя литовского Сигизмунда Михаил Гольшанский получил во владение Борисов. Узнав о приближении к городу войск Свидригайла, Михаил Гольшанский попытался бежать, но схвачен под Лукомлем. Свидригайло приказал пленного князя Михаила Гольшанского отправить под стражей в Витебск и там утопить.
От Борисова крестоносцы поворотили домой, а великий князь русский Свидригайло Ольгердович вместе со своими войсками вступил в Лукомль, где тоже распустил князей и бояр по домам. Сам же Свидригайло вскоре выехал в Киев. В результате этого похода Свидригайло со своими союзниками страшно опустошил и разорил литовские волости. Были взяты Старые Троки, Ковно, Заславль, Минск, Борисов и многие другие города[какие?].
Осенью 1433 года великий князь литовский Сигизмунд Кейстутович, собрав литовское ополчение и получив помощь из Польши, организовал и возглавил большой военный поход на белорусские земли, по-прежнему признававшие верхвоную власть Свидригайло Ольгердовича. Польско-литовское войско под предводительством Сигизмунда осадило Мстиславль. Обороной города руководил знатный удельный князь Ярослав Лугвенович Мстиславский, сподвижник и родной племянник Свидригайла. Три недели Сигизмунд безуспешно осаждал Мстиславль, не мог взять штурмом замок и вынужден был отступить в Вильно.
В конце года Свидригайло опять ходил походом, и осадил замок Крево. После двухдневной осады Крево был взят штурмом и выжжен, а многие жители перебиты и захвачены в плен. Летопись сообщает:
«И приде ко Креву, стояша два дни, взяша Крево мурованы и сожже, а людей много посекоша и в полон поведоша»…
В декабре 1433 года великий магистр Тевтонского ордена Пауль фон Русдорф был вынужден заключить с Польшей перемирие на двенадцать лет и отказаться от всяческой поддержки Свидригайла. Однако Ливонский орден по-прежнему оставался в военном союзе с Свидригайлом против Сигизмунда.
В начале 1434 года в Литву приезжал польский король Владислав Ягелло. Сам великий князь литовский Жигимонт просил короля прибыть в Вильно, чтобы поднять своё значение среди населения Великого княжества Литовского. Король Ягайло вновь официально признал избрание Сигизмунда на литовский великокняжеский престол. Взамен великий князь литовский Сигизмунд в феврале 1433 году в третий раз должен был подтвердить польско-литовскую унию и признать свою вассальную зависимость от польской короны. Вскоре польский король Владислав Ягелло и великий князь литовский Сигизмунд отправили посольство к Свидригайлу, предлагая тому заключить перемирие. Однако Свидригайло Ольгердович, рассчитывая на военную помощь ливонских рыцарей и поддержку русского населения, наотрез отказался от мирных переговоров. Зимой того же 1433 года польский король Ягайло издал привилей (указ), в котором уравнивал в феодальных правах русских православных вельмож (князей, бояр и шляхту) с литовскими магнатами-католиками.
Чтобы заручиться поддержкой православной знати (князей, бояр и шляхты), Сигизмунд, как и его предшественник, снова уравнял православных в правах с католиками, подписав 6 мая 1434 года соответствующий привилей. По нему представители обеих конфессий были вправе покупать, дарить, продавать и наследовать землю. Зависимые от аристократии крестьяне более не облагались княжескими налогами, с них снимались все обязательства перед государством, вследствие чего все доходы переходили дворянству. Ни один шляхтич не мог быть подвергнут тюремному заключению или казнён, кроме как по решению суда.
1 июня 1434 года скончался 86-летний польский король Владислав II Ягелло (1386—1434), старший брат Свидригайла Ольгердовича. У короля Ягайла от четвёртого брака с литовской княжной Софьей Андреевной Гольшанской было два сына: Владислав (1424—1444) и Казимир (1427—1492). На польский королевский престол был избран 10-летний Владислав III Варненчик (1434—1444), старший сын скончавшегося короля Владислава II Ягайло. Регентский совет при несовершеннолетнем короле Владиславе возглавил краковский епископ и канцлер Збигнев Олесницкий, ярый противник Свидригайла.
Свидригайло, воспользовавшись смертью своего старшего брата и польского короля Ягайла, в союзе с ливонскими крестоносцами возобновил военные действия против великого князя литовского Жигимонта. Летом того же 1434 года Свидригайло, собрав многочисленное русское войско, выступил в карательный поход на коренные литовские земли, признававшие верховную власть Сигизмунда. Магистр Ливонского ордена Франк фон Кирскорф со своим войском также вторгся в литовские владения, чтоб соединиться с полками Свидригайла в Браславе. Но из-за сильных дождей союзники вынуждены были отказаться от своего похода в глубь Литвы. Свидригайло с русскими дружинами вернулся в Белоруссию, а магистр Франк фон Кирскорф с ливонскими рыцарями отступил в Ливонию. Свидригайло Ольгердович прибыл в Полоцк, где распустил по домам свои войска, а сам уехал в Киев.
Осенью 1434 года луцкий и кременецкий наместники изменили Свидригайлу и перешли на сторону великого князя литовского Сигизмунда. В октябре луцкий наместник князь Александр Иванович Нос Пинский отправил послов в Вильно и присягнул на верность Сигизмунду Кейстутовичу. Великий князь литовский Жигимонт сразу же послал в Луцк своим наместником литовского воеводу Гаштольда, который заменил в должности Александра Пинского. Одновременно Сигизмунд Кейстутович попытался овладеть Киевом и выслал в город на княжение верного ему литовского князя Олелька Владимировича Слуцкого. Олелько пользовался большой популярностью среди русскоязычных жителей Киева. Однако Свидригайло смог опередить Сигизмунда и отправил в Киев своего воеводу Ивана Монгирдовича, который занял этот город и не впустил туда князя Олелька. Следом за луцким наместником, князем Александром Носом, изменил Свидригайло другой его сподвижник, кременецкий и подольский наместник князь Федор Корибутович Несвицкий, который вступил в секретные переговоры с польскими магнатами. Федор Несвицкий передал полякам Кременецкое княжество. Свидригайло, узнав о переходе князя Федора Несвицкого на службу к полякам, приказал своим сторонникам арестовать и заключить в темницу мятежника вместе с его семьёй. Однако на помощь Федору Корибутовичу Несвицкому пришли польские сановники — старосты Винцентий Шамотульский из Русского воеводства, и каменецкий Михаил Бучацкий(†1438), которые освободили его из плена. 14 сентября 1434 года князь Федор Несвицкий принёс вассальную присягу на верность новому польскому королю Владиславу III, передав полякам принадлежавшие ему Кременец и Подолье. Кременецкое княжество было оккупировано поляками. В 1435 году господарь Молдавии Илья, перешедший на сторону Польши, вступил с войском в Подолию, где захватил и возвратил полякам город Брацлав. Однако Свидригайло Ольгердович весной 1435 года отбил у поляков и возвратил под свою власть Луцк, Кременец и Брацлавщину. Своим наместником в Подолии Свидригайло назначил воеводу Ивана Монгирдовича. Князь Федор Корибутович Несвицкий нарушил польскую присягу, завязал тайные переговоры со Свидригайлом, был прощён и перешёл к нему на службу.
Летом 1435 года Свидригайло подавил заговор в Смоленске. Во главе заговора находился православный митрополит Герасим, который вошёл в тайные переговоры с великим князем литовским Сигизмундом и собирался сдать ему Смоленск. Однако наместник смоленский Юрий Бутрим сообщил о заговоре Свидригайло, который приказал схватить и заключить в темницу митрополита Герасима. В июле 1435 года по распоряжению Свидригайло митрополит Герасим был сожжён на костре в Витебске. Свидригайло подавлял всякое противодействие себе самыми крутыми мерами. Это вызвало недовольство многих православных русско-литовских князей и бояр, которые вскоре стали переходить на службу к великому князю литовскому Сигизмунду.

### Битва под Вилькомиром
Летом 1435 года великий князь Свидригайло организовал и лично возглавил последний большой поход против великого князя Сигизмунда Кейстутовича. Магистр Ливонского ордена Франк фон Кирскорф с рыцарским войском пообещал соединиться с Свидригайлом для совместного похода на литовские города и земли. Великий князь тверской Борис Александрович в очередной раз послал на помощь своему союзнику Свидригайло тверскую рать под командованием своего младшего брата Ярослава, князя Городенского. Свидригайло также призвал германского императора Сигизмунда, великого магистра Тевтонского ордена Пауля фон Русдорфа и ордынского хана Сеид-Ахмата предпринять совместное нападение на Польшу, чтобы польские власти не могли оказать военную помощь великому князю литовскому Жигимонту Кейстутовичу. Император Священной Римской империи и король Венгрии Сигизмунд Люксембургский обещал оказать помощь своему союзнику Свидригайлу в войне с польским ставленником Жигимонтом, но не стал ничего делать. Великий магистр Тевтонского ордена Пауль фон Русдорф с войском крестоносцев расположился на польско-прусской границе. Военной демонстрацией на границе прусский магистр намеревался помешать польским властям по оказанию помощи Сигизмунду. Однако польское правительство, несмотря на угрозу нападения со стороны тевтонских крестоносцев, выслало на помощь великому князю литовскому Сигизмунду большое коронное войско под командованием польского военачальника Якуба из Кобылян.
В июле 1435 года Свидригайло с многочисленным русским войском выступил в военный поход против своего двоюродного брата и противника, великого князя литовского Сигизмунда. В августе 1435 года на службу к своему дяде Свидригайло приехал крупный литовский воевода, князь Сигизмунд Корибутович, с большим отрядом своих чешских гуситов — добравшись из Чехии обходными путями (через немецкие княжества, Балтийское море и Ливонию). На сторону Свидригайла также перешёл другой племянник, знатный литовский удельный князь Иван Владимирович Бельский. В Браславе армия Свидригайла объединилась с войском своего союзника, ливонского магистра Франка фон Кирскорфа (1433—1435). Объединённое русско-литовско-ливонское войско двинулось из Браслава на коренные литовские земли, опустошая, грабя и сжигая всё на своём пути.
Всего силы Свидригайло насчитывали до 15 тысяч — среди них было 6 тысяч ратников великого князя, более 50 дружин удельных князей, 3 тысячи ливонских рыцарей, 1,5 тысяч чешских таборитов и 500 ордынцев. Это разнородное войско имело трех полководцев: самого Свидригайла Ольгердовича, ливонского магистра Франка Керскорфа и князя Сигизмунда Корибутовича. Из них талант полководца имел только участник Гуситских войн Сигизмунд Корибутович.
Великий князь литовский Сигизмунд, со своей стороны, успел собрать до 5 тысяч литовского войска. Польское правительство прислало на помощь своему вассалу Сигизмунду 4—12 тысяч войска под командованием военачальника Якуба из Кобылян — опытного полководца, участника Великой войны с Тевтонским орденом (1409-1411), в том числе и Грюнвальдской битвы; в 1428 году он командовал польскими вспомогательными отрядами на службе великого князя литовского Витовта и участвовал в его военной кампании против Новгорода.
Опасаясь предательства со стороны литовских магнатов, Сигизмунд отказался лично возглавить войска в походе против своего двоюродного брата Свидригайла, и передал командование польско-литовской армией своему единственному сыну и наследнику Михаилу (Михайлушке). Михаил Сигизмундович во главе польско-литовской армии двинулся из Вильно и отправился к Вилькомиру, куда подходил со своими союзниками Свидригайло, опустошая и разоряя все окрестные литовские волости. Формально во главе объединённой польско-литовской армии стоял князь Михаил Сигизмундович, а фактически военными действиями руководил Якуб Кобылянский.
29-30 августа войска Свидригайло Ольгердовича и Сигизмунда Кейстутовича заняли позиции у реки Святой в 9 км южнее крепости Вилькомир. Решающая битва состоялась 1 сентября. Свидригайло, посчитав, что болотистая местность не подходит для битвы, решил отвести свои войска ближе к Вилькомиру. Когда он начал передислокацию, польско-литовское войско воспользовалось этим, и внезапным ударом разделило свидригайловы войска на две части. Свидригайло не успел перестроить свои ряды и встретить противника лицом к лицу. Среди его ратников началась паника, закончившаяся страшным разгромом всех войск Свидригайло.
Только князь Сигизмунд Корибутович Чешский с отрядом гуситов, укрывшись за возами, поставленными в круг, продолжал биться с поляками — что дало возможность Свидригайло, потерявшему в бою коня и оружие, и едва избежавшему гибели, суметь в итоге бежать с небольшими остатками войска в Полоцк. Сигизмунд Корибутович же был тяжело ранен и вскоре умер в плену.
В результате кровопролитной битвы войска Свидригайла и ливонского магистра Франка фон Кирскорфа потерпели сокрушительное поражение от объединённой литовско-польской армии. Погибли и были взяты в плен многие знатные русско-литовские удельные князья, бояре и шляхтичи. Среди убитых князей были Ярослав Александрович Городенский, мстиславский князь Ярослав Лугвенович (Семёнович) Мстиславский, Михаил Семенович Балабан-Гольшанский, Даниил Семенович Гольшанский и Михаил Львович Вяземский. В плен попали 42 русско-литовских князя, в том числе Иван Владимирович Бельский и Федор Корибутович Несвицкий, племянники и соратники Свидригайло. Большинство пленных русско-литовских князей, сподвижников Свидригайла, содержались в заключении вплоть до смерти великого князя литовского Сигизмунда. Ливонский орден понёс сокрушительный урон: погибли сам магистр, ландмаршал, несколько орденских комтуров, большинство ливонских и многие немецкие, чешские, австрийские и силезские рыцари-крестоносцы.
Таким образом, Свидригайло потерял многих видных сподвижников и союзников.

## Окончание
После страшного поражения под Вилькомиром Свидригайло Ольгердович не прекратил борьбы с Сигизмундом Кейстутовичем за литовский великокняжеский престол.
В сентябре 1435 года великий князь литовский Жигимонт Кейстутович организовал военный поход на белорусские земли, поддерживавшие его двоюродного брата и соперника Свидригайлы. Литовское войско под командованием князя Михаила (Михайлушки) Жигимонтовича, сына великого князя литовского Жигимонта, вторглось в восточные земли Белоруссии и вступило в Оршу. Здесь Михаила встретило посольство смоленских бояр и шляхты, которое от имени Смоленска сразу же принесло вассальную присягу на верность великому князю литовскому Сигизмунду Кейстутовичу. Смоленская земля перестала поддерживать Свидригайла и поступила под контроль Сигизмунда. Необходимость воевать Смоленск таким образом отпала, и Михаил Сигизмундович с литовским войском из Орши пошёл на Витебск. Сам Свидригайло тогда находился в Витебске и руководил обороной города. В течение шести недель литовцы осаждали Витебск, но не смогли захватить витебский замок и вынуждены были отступить.
Зимой 1435 года Сигизмунд организовал второй поход на белорусские земли, признававшие власть Свидригайла. Литовская рать подошла к Полоцку и осадила город. Но полочане сохранили верность Свидригайлу и отразили атаки литовцев. После недельной осады Полоцка литовцы вынуждены были отойти. Витебская и Полоцкая земли, в отличие от Смоленска, по-прежнему остались под властью великого князя русского Свидригайла.
В конце 1435 г. Свидригайло, собрав остатки верных себе дружин, выступил из Витебска на Киевщину, где требовалось его личное присутствие. На Украине тогда распространились слухи о гибели великого князя Свидригайла в битве под Вилькомиром. Вследствие этого чернигово-северский наместник Свидригайла вместе со всеми землями и замками присягнул на верность великому князю литовскому Сигизмунду. Свидригайло собирался получить от золотоордынского хана Сеид-Ахмета татарскую конницу, чтобы отбить Смоленск и защитить от Сигизмунда остальные свои русские области, и в связи с этим просил великого магистра Пауля фон Русдорфа с армией напасть на северные польские земли. Но тевтонские и ливонские рыцари-крестоносцы полностью перестали оказывать военную и политическую поддержку своему союзнику Свидригайлу Ольгердовичу. 31 декабря 1435 года великий магистр Тевтонского ордена Пауль фон Русдорф и магистр Ливонского ордена Генрих фон Бёкефёрде заключили вечный мир с Польшей и обязались не оказывать помощи Свидригайло.
Весной 1436 года Свидригайло с ордынским войском появился в Киеве — и Киевщина, а также Северская земля вновь перешли под его власть. Волынская земля вместе с Кременцом и Луцком тоже возвратилась под контроль Свидригайла. В мае 1436 года Свидригайло сообщал великому магистру Паулю фон Русдорфу, что он вернул себе все русские земли, за исключением Смоленска, на который вскоре собирается в поход.
Летом 1436 года Витебск и Полоцк признали верховную власть великого князя литовского Сигизмунда. Полоцкие и витебские бояре, «не видя себе ни от кого помощи», отправили свои посольства в Вильно и принесли вассальную присягу Сигизмунду Кейстутовичу. Витебская и Полоцкая области были включены в состав Великого княжества Литовского. Белоруссия была навсегда потеряна для Свидригайла. Под его властью остались только Киевщина, Волынь и Брацлавщина.
Свидригайло Ольгердович вынужден был попытаться установить мирные отношения с польским правительством. Свидригайло задумал разорвать союз между польскими магнатами и великим князем литовским Сигизмундом. В начале 1436 года Свидригайло вёл длительные переговоры с польским правительством, в результате которых было заключено временное перемирие до мая. Весной и летом того же 1436 года Свидригайло отправлял в Краков многочисленные посольства, безуспешно пытаясь убедить своего племянника, юного короля Владислава, и польских панов к заключению вечного мира и союза. Великий князь литовский Сигизмунд Кейстутович, узнав о сепаратных переговорах польского правительства с Свидригайлом, заявил полякам решительный протест. Чтобы не осложнить взаимоотношения короны с Сигизмундом, польские магнаты были вынуждены отказаться от заключения мира с Свидригайлом. Тогда Свидригайло задумал лично посетить польскую столицу. 13 августа 1437 года Свидригайло вместе с литовским посольством внезапно приехал в Краков, где был принят молодым польским королём Владиславом и влиятельными польскими сановниками. Свидригайло попытался с помощью больших даров склонить короля и сенаторов к заключению вечного мира. Свидригайло Ольгердович предложил вместе со всеми своими русскими землями перейти под верховную власть Польши и стать вассалом польского короля Владислава. Однако польское правительство отказалось от мирных переговоров со Свидригайлом. Польские вельможи пообещали Свидригайлу обсудить вопрос о мире в сентябре на сейме в Серадзе. После своей безрезультатной поездки в польскую столицу Свидригайло Ольгердович возвратился на Волынь, где вступил в мирные переговоры с конфедерацией магнатов и шляхты Львовской, Холмской, Перемышльской, Галицкой, Белзской, Саноцкой и Подольской земель, входящих в состав Польши. Местные польско-русско-литовские магнаты и шляхта организовали конфедерацию для борьбы за уравнение своих прав (имущественных и личных) с польскими вельможами. В октябре 1437 года во Львове между Свидригайлом и конфедерацией галицких магнатов было заключено соглашение о взаимопомощи. Свидригайло и галицкие паны обязывались помогать друг другу против всех врагов, в том числе польского короля. Свидригайло обещал свою поддержку галицкой шляхте в обмен на их помощь во время своих переговоров с правительством Польши. Свидригайло согласился передать своим союзникам Волынь с Луцком. Галицкие вельможи обязались на серадзском сейме добиваться от польского короля Владислава утверждения за Свидригайлом Ольгердовичем всех остальных владений на Украине. Свидригайло обязался передать галицким старостам Волынь с Луцком в обмен за гарантию владения Северщиной, Киевщиной и Брацлавщиной, которые после его смерти должны были войти в состав польской короны. Киевские бояре, находящиеся вместе со Свидригайлом на переговорах в Львове, тут же написали грамоту, в которой обязались подчиняться королю Польши и его наместникам. Свидригайло потребовал от галицких старост, чтобы они попытались разорвать военно-политический союз между польским правительством и великим князем литовским Сигизмундом. Вскоре галицкие вельможи со своими полками вступили на Волынь и заняли Луцк. Однако своей главной цели Свидригайло добиться так и не смог. Польское правительство во главе с канцлером и краковским епископом Збигневом Олесницким не стало разрывать свой военно-политический союз с великим князем литовским Сигизмундом и отказалось поддерживать Свидригайла. Галицкие вельможи, исполняя договор со Свидригайлом, прислали на Волынь своих наместников с полками, которые заняли волынские города, чтобы защитить их от нападений со стороны Сигизмунда.
В октябре 1437 года великий князь литовский Сигизмунд Кейстутович решил окончательно покончить со своим соперником Свидригайлом и организовал нападение на принадлежавшие ему украинские города. Литовские войска выступили в поход на города Луцк и Киев. Первое литовское войско вторглось на Волынь и попыталось захватить приступом Луцк, но было отбито польским гарнизоном, присланным галицкими старостами. Вскоре в лагерь литовского войска под Луцком пришло известие, что Свидригайло заключил перемирие с польским королём и получил от него военную помощь. Тогда литовские воеводы сняли осаду с города и покинули волынские земли. Второе литовское войско двинулось на Киев и окружило древнерусский город. На помощь осаждённому гарнизону Киева был отправлен выдающийся военачальник Юрша (отличившийся во время обороны Луцка в 1431 года), воевода киевский, который сопровождал Свидригайло во время его переговоров с галицкой шляхтой в Львове. Киевский воевода Юрша соединился с татарскими отрядами хана Сеид-Ахмета и разгромил литовское войско в битве под Киевом. Польские сановники, собравшиеся на сейме в Серадзе, отказались разорвать военно-политический союз с великим князем литовским Сигизмундом. Польские сенаторы отправили делегацию в Вильно, чтобы попытаться примирить Сигизмунда с Свидригайлом, который должен был получить земельные владения в польской Галиции. Однако великий князь литовский Сигизмунд Кейстутович отказался примириться со своим двоюродным братом и соперником Свидригайлом. По требованию польских послов великий князь литовский Сигизмунд вынужден был в очередной раз подтвердить договор о польско-литовской унии, заключённый в 1432 году. Кроме того, Сигизмунд соглашался на то, что после его смерти все Великое княжество Литовское, за исключением троцкого удела его сына Михаила, будет присоединено к польским владениям. Взамен польское правительство обязалось прервать всяческие связи с Свидригайлом. Все галицкие старосты со своими отрядами, помогавшие Свидригайлу или перешедшие к нему на службу, получили от короля приказ покинуть все занятые ими волынские города и возвратиться домой. Таким образом, польское правительство не стало оказывать военную помощь великому князю литовскому Сигизмунду в борьбе против Свидригайла. Однако по требованию Сигизмунда Кейстутовича польские власти вынуждены были официально отказаться от дальнейших переговоров с Свидригайлом. Несмотря на это, некоторые галицкие старосты вместе со своими отрядами остались на Волыни и продолжали поддерживать Свидригайла. Под его властью пока ещё оставались Брацлавщина, Волынь, Северская и Киевская земли. Великий князь литовский Сигизмунд Кейстутович не хотел примириться со Свидригайлом. «Знаю я хорошо Свидригайло, старость его бешенства не мирила. Ещё тот самый дух оживет, даже жизнь его опасна для Литвы, когда вернется в неё, вновь страшно запылает война».
В течение 1437—1438 годов великий князь литовский Сигизмунд отобрал у Свидригайло и присоединил к своим великокняжеским владениям Черниговско-Северскую и Киевскую земли. Под контролем Свидригайла оставались только Волынь и Брацлавщина. Титулы луцких старост носили польские вельможи Винцентий Шамотульский, староста русский, и Ян Сененский, староста олесьский, поддерживающие Свидригайла.
В январе 1439 году Волынская земля вместе с Луцком также была присоединена к Великому княжеству Литовскому. Великий князь литовский Сигизмунд Кейстутович в переговорах с польскими властями постоянно заявлял о своих претензиях на Волынь. Осенью 1438 года польское правительство, пойдя на уступки Сигизмунду, приказало своим старостам в Луцке, Винцентию Шамотульскому и Яну Сененскому, добровольно сдать город и другие волынские города литовским наместникам. Однако польские старосты отказались выполнять это решение. Волынские бояре, недовольные правлением Свидригайла Ольгердовича и переходом Волынской земли под власть польского короля, присягнули на верность великому князю литовскому Сигизмунду Кейстутовичу. Луцкие бояре и шляхта отправили своё посольство в Вильно, которое принесло присягу на верность Сигизмунду и просили его прислать на Волынь литовского наместника. Великий князь литовский Сигизмунд Кейстутович, воспользовавшись поддержкой волынского боярства, немедленно отправил в Луцк и остальные волынские замки своих наместников с военными отрядами. Волынь и Брацлавщина добровольно покорились великому князю литовскому Сигизмунду. Свидригайло Ольгердович, лишившийся поддержки многочисленного русскоязычного и православного населения Великого княжества Литовского из-за чрезмерной склонности к иноземной военной помощи, потерпел поражение в длительной междоусобной войне за верховную власть со своим двоюродным братом, великим князем литовским Жигимонтом Кейстутовичем. В 1439 году Свидригайло, потерявший все украинские земли и города, захваченные его соперником Сигизмундом, оставил литовские владения и уехал за границу. В 1439—1440 годах Свидригайло Ольгердович проживал в изгнании в Валахии и Венгрии.

## Последствия
Великий князь литовский Сигизмунд Кейстутович, одержав победу над Свидригайлом в междоусобной борьбе за литовский великокняжеский престол, перестал нуждаться в польской военной помощи и теперь стал проводить самостоятельную политику. Это вызывало резкое недовольство польского правительства. Ещё в 1432 году Сигизмунд, остро нуждавшийся в военно-политической помощи польского короля Ягайло, в Гродно подтвердил ранее принятую государственную унию между Великим княжеством Литовским и Польшей. Под давлением польских властей он в 1433, 1434, 1437 и 1439 годах вынужден был четыре раза подтверждать принятую польско-литовскую унию. Согласно условию польско-литовской унии, после смерти Сигизмунда Кейстутовича земли Великого княжества Литовского, за исключением троцкого княжества его единственного сына Михаила, должны были присоединиться к Польше. Михаил (Михайлушка) Сигизмундович также подписал грамоту, в которой отказался в случае смерти своего отца от претензий на литовский великокняжеский престол. Литовские наместники, воеводы и старосты принесли вассальную присягу и дали письменное обязательство в том, что после смерти великого князя литовского Сигизмунда Кейстутовича передадут свои города и владения польской короне. Ещё в 1435 году после сокрушительного разгрома в сражении под Вилькомиром военных сил Свидригайла великий князь литовский Сигизмунд решительно отказался от совместного с поляками похода против ливонских рыцарей-крестоносцев.
В 1438 году великий князь литовский Сигизмунд Кейстутович вступил в дипломатические переговоры с германским императором, чешским и венгерским королём Альбрехтом II Габсбургом (1437—1439). Император Альбрехт враждовал с Польшей из-за желания польского правительства посадить на чешский престол Казимира, младшего брата короля Владислава III (1434—1444). Великий князь литовский Сигизмунд, тяготившийся своей вассальной зависимостью от польской короны, искал себе союзников для борьбы против Польши. Сигизмунд планировал создать лигу против Польского королевства, в которую бы входили Австрия, Великое княжество Литовское, Тевтонский и Ливонский ордена, Золотая Орда. Польско-шляхетское правительство официально потребовало от великого князя литовского Сигизмунда, вассала Польши, прервать свои дальнейшие переговоры с германским императором Альбрехтом. Сигизмунд Кейстутович решительно отказался выполнять требования польских властей.
Взаимоотношения между Польшей и Великим княжеством Литовским стали быстро ухудшаться из-за стремления великого князя литовского Сигизмунда к независимости от польской короны. Жигимонт заявил польским послам: «Никогда мы не были ничьими подданными. А великое княжество, пока живёт людская память, никогда не было никому подвластно, и мы держим его не из рук поляков, а занимаем посад от бога, наследственным правом, после наших предшественников. После смерти нашего брата вечной памяти Витовта оно по праву отошло к нам, как на правдивого наследника и мы на этом посаде с божьей помощью никого, кроме бога, не боимся».
Великий князь литовский Сигизмунд Кейстутович, опасаясь заговора, сурово и жестоко относился к собственным приближенным и подданным, русско-литовским магнатам. Сигизмунд всегда подозрительно относился к князьям и боярам, пытался управлять через служащих своего двора, назначив некоторых из них на ключевые должности и посты в государстве. Жигимонт опасался претензий своих дальних родственников на великокняжеский престол. В конце правления Сигизмунда Кейстутовича были арестованы, лишены владений и заключены в темницы влиятельные и крупнейшие литовские удельные князья Юрий Лугвенович Мстиславский и Олелько (Александр) Владимирович Копыльский, внуки великого князя литовского Ольгерда и племянники Свидригайла. Князь Юрий Мстиславский был заключён в Троках, Олелько Слуцкий — в Керново, а его жена с двумя сыновьями — в Утянах. По личному приказу Сигизмунда многие русско-литовские князья, бояре и шляхтичи были обвинены в измене, заключены в темницы и казнены. Такое отношение великого князя литовского к собственным подданным вызывало раздражение и недовольство русско-литовских вельмож, которые организовали против него заговор. Во главе заговора были знатнейшие литовские магнаты, виленский воевода Ян Довгерд, троцкий воевода Петр Лелюша и православные русско-литовские князья Иван и Александр Васильевичи Чарторыйские. Александр и Иван Чарторыйские были давними сторонниками Свидригайла. Заговорщики намеревались умертвить великого князя литовского Сигизмунда, занять важнейшие литовские города-столицы Вильно и Троки, а затем посадить на литовском великокняжеском престоле Свидригайла. Мятежники отправили своё посольство к Свидригайлу Ольгердовичу в Молдавию, сообщая ему о своих планах и приглашая вернуться в литовские владения.
20 марта 1440 года в Троках (Тракае) братья-князья Иван и Александр Васильевичи Чарторыйские убили великого князя литовского Сигизмунда Кейстутовича (1432—1440). Но в живых остался его единственный сын и возможный преемник Михаил Сигизмундович. После смерти Сигизмунда Кейстутовича в 1440 году на вакантный литовский великокняжеский престол стали претендовать три кандидата: тринадцатилетний польский королевич Казимир Ягеллон (второй сын Ягайла и младший брат Владислава), князья Свидригайло Ольгердович и Михаил Сигизмундович, которых поддерживали различные группировки литовской знати. После смерти своего отца, великого князя литовского Сигизмунда, убитого князьями Иваном и Александром Чарторыйскими, Михаил Сигизмундович со своими сподвижниками захватил малый замок в Троках. Воевода троцкий Петр Лелюша занял большой троцкий замок и присягнул на верность Свидригайло как новому великому князю литовскому. Воевода виленский Ян Довгерд захватил на имя великого князя литовского Свидригайла нижний замок в Вильно. Нарбут, удерживающий верхний замок в литовской столице, присягнул на верность Михаилу как новому великому князю литовскому. Вскоре виленский воевода Ян Довгерд занял и верхний виленский замок. Литовская рада ничего не знала о заговоре против великого князя литовского Сигизмунда. Смерть Жигимонта Кейстутовича привела к новому политическому кризису в Великом княжестве Литовском. Литовские вельможи (князья, бояре и шляхта) разделились на три группировки, одни из которых планировали посадить на литовский великокняжеский престол 13-летнего польского королевича Казимира, другие — его троюродного брата Михаила Сигизмундовича, а третьи — старого кандидата Свидригайло Ольгердовича, единственного из оставшихся в живых сыновей Ольгерда. Большинство литовских магнатов желало видеть на литовском великокняжеском престоле польского королевича Казимира, второго сына Ягайла и младшего брата Владислава. Среди приверженцев Казимира были влиятельные литовские магнаты Гольшанские, Гаштольды, Кезгайлы, Немировичи, Остиковичи и Радзивиллы. Они собрались на совещание в Гольшанах и единогласно решили избрать великим князем литовским Казимира. Литовские паны вскоре отправили своё посольство в Польшу, где просили польского короля Владислава III назначить своего брата Казимира новым великим князем литовским. Король Владислав III (1434—1444), занятый борьбой за венгерский трон, и польские сенаторы, принимая литовское посольство, согласились отправить королевича Казимира в Вильно, но не в качестве великого князя литовского, а в качестве только польского наместника. Тринадцатилетний королевич Казимир, сопровождаемый польской делегацией, вскоре приехал в Литву и остановился в Бресте, где его уже ожидали литовские магнаты. Оттуда Казимир вместе с литовскими и польскими сановниками торжественно въехал в столицу Великого княжества Литовского — Вильно. Здесь во время переговоров с поляками литовские сановники потребовали от них согласия на объявление королевича Казимира Ягеллона великим князем литовским. Однако польские сенаторы решительно отказались это делать. Тогда литовские магнаты, собравшиеся в Вильно, единогласно и самостоятельно провозгласили тринадцатилетнего Казимира великим князем литовским (3 июля 1440 г.). Польские сенаторы, сопровождавшие королевича Казимира, с дарами были отправлены литовцами на родину. Главным советником и опекуном великого князя литовского Казимира Ягеллона стал крупнейший и влиятельный литовский вельможа Ян Гаштольд, воевода троцкий, а затем и виленский. Михаил Сигизмундович, услышав о избрании литовскими магнатами на великокняжеский престол польского королевича Казимира, бежал из троцкого замка в Мазовию. Сторонники Михаила Сигизмундовича в Жемайтии и Киеве подняли мятеж против власти великого князя литовского Казимира. Знатный литовский князь Юрий Лугвенович Мстиславский, призванный на княжение восставшими смоленскими жителями, захватил важнейшие литовские города Смоленск, Витебск и Полоцк, отказавшись покоряться великокняжеской власти.
В 1440—1442 годах литовское правительство во главе с троцким воеводой Яном Гаштольдом, советником и воспитателем великого князя Казимира, воссоединило большую часть отделившихся литовских земель. Литовские войска силой подавили мятеж удельного князя Юрия Мстиславского и заняли Полоцк, Витебск и Смоленск. Казимир своим указом гарантировал Смоленску прежнюю автономию в составе Великого княжества Литовского. Шляхта Жемайтии признавала великим князем литовским Казимира в обмен на полученные от него новые гарантии сохранения своей автономии. Киев получил от великого князя литовского Казимира собственного вассального князя Олелька (Александра) Владимировича Копыльского. Мазовецкий князь Болеслав IV Варшавский, родственник и союзник Михаила, присоединил к собственным владениям Подляшье, которое он должен был получить после смерти великого князя литовского Сигизмунда Кейстутовича. Литовское правительство мирным и военным путями пыталось вернуть себе Подляшье, но потерпело неудачу. Лишь в 1444 году великий князь литовский Казимир Ягеллончик, заключив мирный договор с Болеславом и выплатив ему большой выкуп, возвратил Подляшье в состав Великого княжества Литовского.
Весной 1440 года после убийства в Троках своими сторонниками, князьями Иваном и Александром Чарторыйскими, великого князя литовского Сигизмунда Кейстутовича Свидригайло Ольгердович стал претендовать на литовский великокняжеский престол. Но старый Свидригайло теперь не пользовался большой популярностью среди влиятельной коренной литовской знати, которая была недовольна его прорусской ориентацией. В марте 1440 году Свидригайло вернулся из Молдавии на Волынь и с большими почестями был принят в Луцке. Свидригайло Ольгердович, надеясь получить во второй раз литовский великокняжеский престол, в своих грамотах заранее стал называться великим князем литовским. Однако литовские магнаты провозгласили великим князем литовским польского королевича Казимира, младшего сына Ягайла и племянника Свидригайло. Вследствие старости Свидригайло Ольгердович должен был отказаться от борьбы за литовский великокняжеский престол. Свидригайло остался на княжении в Луцке, владея Волынской и Подольской землями. В 1442 году Свидригайло Ольгердович, князь волынский, чтобы сохранить за собой прежние украинские земли, признал вассальную зависимость от польского короля Владислава III (1434—1444). Свидригайло заключил с польским правительством договор, в котором соглашался после своей смерти на переход волынских и подольских земель в состав польской короны. Взамен польские власти утвердили за князем Свидригайлом все его владения на Волыни и в Подолии.
В 1445 году князь волынский Свидригайло Ольгердович приехал в Вильно, где принёс вассальную присягу на верность великому князю литовскому Казимиру Ягеллону. Свидригайло отказался от своих претензий на литовский великокняжеский престол, а взамен получил от Казимира в удельное владение Волынскую землю, а также литовские города Туров и Гомель. Перед своей смертью Свидригайло Ольгердович обязался передать Луцк вместе со всеми принадлежащими ему волынскими городами и замками под контроль великого князя литовского. По распоряжению Казимира на Волынь вскоре прибыли литовские войска под командованием князя Юрия Пинского, Николая Радзивилла и Юрши. Литовские воеводы с полками заняли все волынские города и замки на имя великого князя литовского Казимира Ягеллоновича (1440—1492).
10 февраля 1452 года старый волынский князь Свидригайло Ольгердович скончался в Луцке, успев завещать свои украинские города и крепости Великому княжеству Литовскому. После смерти Свидригайло между поляками и литовцами ещё сильнее усилилась борьба за обладание спорными волынскими и подольскими землями.

## Оценки характера борьбы в историографии
Участие в войне на стороне Свидригайло преимущественно православной знати и городов придало ей некоторые черты движения русского православного населения против господства литовской католической аристократии, что позволило некоторым авторам говорить о национальном характере борьбы. Эта точка зрения была распространена среди российских и советских историков. Современные историки этническому и религиозному фактору придают гораздо меньшее значение, отмечая неоднородность в этом плане состава сторонников Свидригайло и Сигизмунда.
Для польской историографии (преимущественно XIX века) характерен взгляд на события как на борьбу поляков и лояльной к ним части литовской аристократии против сепаратистских настроений в Великом княжестве Литовском. Антипольский характер событий 30-х годов рассматривался ими как навязанный Великому княжеству Литовскому политикой Свидригайло, а также императора Сигизмунда и короля Альбрехта II.
Украинские историки рассматривали события гражданской войны сквозь призму направленной на восстановление независимости Великого княжества Литовского политики Свидригайло, отвергали взгляд польской историографии на исторические события в Великом княжестве Литовском как на зависимые, заимствованные из Польши.